# Рязаново-Село
Рязаново-Село — деревня в Шумячском районе Смоленской области России. Входит в состав Озёрного сельского поселения. Население — 4 жителя (2007 год). 
Расположена в юго-западной части области в 13 км к северо-востоку от Шумячей, в 8 км севернее автодороги А101 Москва — Варшава («Старая Польская» или «Варшавка»), на берегу реки Остёр. В 13 км южнее деревни расположена железнодорожная станция Криволес на линии Рославль — Кричев. 

## История
В годы Великой Отечественной войны деревня была оккупирована гитлеровскими войсками в августе 1941 года, освобождена в сентябре 1943 года.